# Сульфит свинца(II)
Сульфит свинца(II) — неорганическое соединение,
соль свинца и сернистой кислоты 
с формулой PbSO3,
бесцветные кристаллы,
не растворяется в воде.

## Получение
- В природе встречается минерал скотландит — PbSO3[1].
- Обменная реакция с сульфитом натрия:

{\displaystyle {\mathsf {Pb(NO_{3})_{2}+Na_{2}SO_{3}\ {\xrightarrow {}}\ PbSO_{3}\downarrow +2NaNO_{3}}}}

## Физические свойства
Сульфит свинца(II) образует бесцветные кристаллы
моноклинной сингонии, пространственная группа P 21/m, параметры ячейки a = 0,4505 нм, b = 0,5333 нм, c = 0,6405 нм, β = 106,24°, Z = 2,
структура типа карбоната свинца(II).
Сообщается о получении кристаллов 
ромбической сингонии, пространственная группа P nma, параметры ячейки a = 0,7925 нм, b = 0,5485 нм, c = 0,6816 нм, Z = 4.
Не растворяется в воде.